# Prospect Park (Brooklyn)
Prospect Park is een openbaar park in New York, borough Brooklyn en is 2,13 km² groot. Het park is ontworpen door Frederick Law Olmsted en Calvert Vaux, nadat zij het Central Park in Manhattan hadden voltooid. Aan de oostzijde van het park is het Prospect Park Zoo gevestigd.
In 1866 begon men met de aanleg van het park. Een jaar later werd het park geopend voor het publiek, terwijl er nog aan gewerkt werd. In 1873 was het werk voltooid, hoewel niet alle facetten van het oorspronkelijke design waren uitgevoerd.
Het aankopen van het land kostte de stad Brooklyn meer dan $4 miljoen. De kosten voor de aanleg van het park bedroegen meer dan $5 miljoen.
Het park wordt beheerd door de Prospect Park Alliance en het New York City Department of Parks and Recreation.